# 山中康裕
山中 康裕（やまなか やすひろ、1941年9月30日 - ）は、日本の医学者・精神科医。京都大学名誉教授。学位は、医学博士。
愛知県立旭丘高等学校を経て、1971年に名古屋市立大学大学院医学研究科博士課程修了。大学院時代に萩野恒一教授にバウムテストに関する薫陶を受けたのが、芸術療法に興味を持つきっかけとなり、芸術療法に関する著作がほとんどない当時において病院で積極的に活用。その後、南山大学文学部助教授を経て、1992年京都大学大学院教育研究科教授、2001年学部長に就任。
山中の遊戯療法の研究実践は神経症から発達障害圏まで多岐にわたる。また国内の箱庭療法の普及と発展に尽力し、箱庭の国際学会の設立にも携わっている。

## 来歴
- 1941年 - 愛知県名古屋市に生まれる
- 1966年 - 名古屋市立大学医学部医学科卒業
- 1971年 - 名古屋市立大学大学院医学研究科博士課程修了（医学博士）。後に名古屋市立大学助手、同講師
- 1977年 - 南山大学文学部助教授
- 1980年 - 京都大学教育学部助教授
- 1992年 - 京都大学大学院教育学研究科教授
- 2001年 - 同教育学研究科長・学部長
- 2005年
  - 退職し、京都大学名誉教授
  - 京都ヘルメス研究所所長
- 2009年 - 浜松大学大学院教授、同付属臨床心理教育実践センター長[2]

## 人物
名古屋市立大学医学研究科時代から臨床医として多くの経験を積んだ。山中は他の医局員と共に医局に迎える教授として、当時ドイツに留学していた木村敏を教授会に推薦しそれを実現した。その後、東京大学医学部附属病院分院の講師であり、土居健郎ゼミに所属していた中井久夫を助教授に推薦し、これを実現した。名古屋市立大学大学院時代に萩野恒一教授にバウムテストに関する薫陶を受けたのが芸術療法に興味を持つきっかけとなり、芸術療法に関する著作がほとんどない当時において病院で積極的に活用した。その後、南山大学文学部助教授、1980年より京都大学教育学部、1992年より同大学教育学研究科の教授、研究科長・学部長等を歴任している。
山中の遊戯療法の研究実践は神経症から発達障害圏まで多岐にわたる。山中の自閉症についての論文（笠原嘉編『分裂病の精神病理5』所収、東京大学出版会、1976）が中央公論社の編集者の目に留まり、精神科で出会った子どもたちとの遊戯療法の経緯を記した「少年期の心－精神療法を通してみた影－」（中公新書,1978）として出版された。本書は児童思春期の心理療法を詳述したものである。「少年期の心」では、子どもの事例を7つ述べ、箱庭や写真、手紙などのさまざまな表現を用いて、子どもたちが治癒していく過程が記されている。本書は国外でも反響があり、中国語訳が出版されている。その後南山大学助教授を経て、京都大学の助教授となる。
箱庭療法について、ドラ・カルフの主著の翻訳を行い「カルフ箱庭療法」として出版されている。また国内の箱庭療法の普及と発展に尽力し、箱庭の国際学会の設立にも携わっている。山中は風景構成法を考案した精神科医の中井久夫から風景構成法の指導を受け、臨床心理学の分野に従事する研究者・学生に伝える役割を果たした。また山中は日本に箱庭療法やユング心理学を導入した河合隼雄と研究を行い、箱庭療法の普及にも尽力した。山中は芸術療法という言葉には、絵の巧拙を評価するニュアンスがあることから、クライエントのみならずセラピストにも負担になる可能性があるとして、芸術表現療法と表記するようになった。
山中の研究には、英国の精神分析学者であるドナルド・ウィニコットのスクイグル法を発展させたMSSM（Mutual Scribble Story-Making, 交互ぐるぐる描き投影・物語統合法）がある。山中は思春期における不登校状態を単に病理として捉えるのでなく、より多面的に不登校状態を捉える。その子ども達の窓口として、「心の窓」（思春期内閉）を提唱している。

## 受賞歴
- 1995年 - エルンスト・クリス賞（アメリカ表現病理学会）
- 1997年 - バスク賞（フランス表現病理・芸術療法学会）
- 2000年 - ファーザー・ラーベン賞（カナダ箱庭療法学会）
- 2002年 - 世界精神医学会金賞、生涯功績賞（世界精神医学会）
- 2003年 - 日本心理臨床学会賞

## 学会
- 日本学術会議会員
- 国際表現療法学会外方元会長
- 世界表現病理・芸術療法学会元副会長
- 日本芸術療法学会理事
- 国際箱庭療法学会設立委員
- 日本箱庭療法学会元理事長
- 日本遊戯療法学会会長
- 日本臨床心理身体運動学会会長

## 著書
- 『少年期の心 精神療法を通してみた影』中公新書 1978
- 『親子関係と子どものつまずき』岩波書店 1985
- 『絵本と童話のユング心理学』大阪書籍（朝日カルチャーセンターブックス）1986、のちちくま学芸文庫
- 『禅画牧牛図と精神療法過程/精神療法における仏教的救い』(The Sanno clinical series) 山王出版 1987.2
- 『老いのソウロロギー（魂学）老人臨床での「たましい」の交流録』有斐閣 1991「老いの魂学」ちくま文庫
- 『臨床ユング心理学入門』PHP新書 1996
- 『心理臨床と表現療法』金剛出版 1999
- 『こころに添う セラピスト原論』金剛出版 2000.9
- 『魂と心の知の探求』創元社 2001
- 『知の教科書ユング』講談社選書メチエ 2001
- 『山中康裕著作集』全6巻 岩崎学術出版社 2001-
- 『ハリーと千尋世代の子どもたち』朝日出版社 2002
- 『こころ精神のはざまで』金剛出版 2005
- 『子どもの心と自然』東方出版（いのちの科学を語る1）2006
- 『心理臨床学のコア』京都大学学術出版会 2006.7
- 『子どものシグナル －心を護り育てるカウンセリング－』バジリコ 2006
  - （『飛ぶ教室』（光村図書、揄出版）に1985年～1995年まで連載された「子どものシグナル」がベースになっている本）
- 『深奥なる心理臨床のために―事例検討とスーパーヴィジョン』遠見書房 2009
- 『心理臨床プロムナード こころをめぐる13の対話』遠見書房 2015.2

### 共編著・監修
- 『人間学的精神療法』（サイコセラピー・シリーズ）荻野恒一・大橋一恵共著、文光堂 1977.4
- 中井久夫共編集『思春期の精神病理と治療』岩崎学術出版社 1978
- 野沢栄司共編『初回面接（児童精神科臨床 1）』星和書店 1980
- 『問題行動（精神医学入門）』編著、日本文化科学社 1982.4
- 『箱庭療法研究』1-3 河合隼雄共編、誠信書房 1982-87
- 『教育現場におけるカウンセリングのすすめ方』小川捷之共編、ライフ・サイエンス・センター 1983.10
- 『H・NAKAI風景構成法』（中井久夫著作集：精神医学の経験 別巻1』編、岩崎学術出版社 1984
- 『臨床的知の探究 河合隼雄教授還暦記念論文集』斎藤久美子共編、創元社 1988.6
- 氏原寛共編『症例研究・寂しい女』人文書院 1991
- 『分裂病者と生きる』加藤清 [ほか述]、山田宗良共編、金剛出版 1993.7
- 『身体像とこころの癒し 三好暁光教授退官記念論文集』岡田康伸共編、岩崎学術出版社 1994.3
- 『老年期のこころ 男の本音女の真実』氏原寛共編、ミネルヴァ書房 1994.8
- 『臨床心理学入門』河合隼雄共編、日本評論社 1994.9
- 『風景構成法その後の発展』編著、岩崎学術出版社 1996.5
- 『境界例・重症例の心理臨床』（心理臨床の実際 第5巻）河合俊雄共責任編集 金子書房 1998
- 『臨床心理テスト入門 子どもの心にアプローチする』2版第2刷（実践保健臨床医学双書）山下一夫共編、東山書房 1998.4
- 『病院の心理臨床』（心理臨床の実際 第4巻）馬場禮子共責任編集、金子書房 1998.9
- 『シネマのなかの臨床心理学』（有斐閣ブックス）橋本やよい・高月玲子共編 1999.11
- 『世界の箱庭療法 現在と未来』S.レーヴェン・ザイフェルト、K.ブラッドウェイ共編、新曜社 2000.10
- 河合隼雄・空井健三共編集『心的外傷の臨床』（臨床心理学大系 第17巻）金子書房 2000
- 『魂と心の知の探求 心理臨床学と精神医学の間』監修、創元社 2001.7
- 『家族はこんなふうに変わる 新日本家族十景』（シリーズこころの健康を考える）上里一郎・西村良二共監修、吉川悟・村上雅彦・東豊編、昭和堂 2002.2
- 『表現療法（心理療法を学ぶ、心理療法がわかる、心理療法入門）』編著、ミネルヴァ書房 2003
- 河合俊雄共編『心理療法と医学の接点』創元社 2005
- 『バウムの心理臨床』（京大心理臨床シリーズ 1）皆藤章・角野善宏共編、創元社 2005.3
- 『カウンセラーのための基本104冊』氏原寛・下山晴彦・東山紘久共編、創元社 2005.6
- 『心理臨床の知恵』（帝塚山学院大学大学院〈公開カウンセリング講座〉）河合隼雄・大塚義孝・氏原寛・一丸藤太郎共著、新曜社 2005.7
- 『心理療法ハンドブック』乾吉佑・氏原寛・亀口憲治・成田善弘・東山絋久共編、創元社 2005.9
- 『ユング心理学 「偶然の一致」はなぜ起こる?』（雑学3分間ビジュアル図解シリーズ）監修、PHP研究所 編、PHP研究所 2007.3
- 『心理臨床の奥行き』（帝塚山学院大学大学院〈公開カウンセリング講座）河合隼雄・田嶌誠一・氏原寛・大塚義孝共著、新曜社 2007.8
- 『親に暴力をふるう子どもの心がわかる本 不思議な「心」のメカニズムが一目でわかる』（こころライブラリー イラスト版）監修、講談社、2008.2
- 『心理学対決!フロイトvsユング 史上最強カラー図解』編著、ナツメ社 2010.4
- 『コッホの『バウムテスト「第三版」』を読む』岸本寛史共著、創元社 2011.9
- 『揺れるたましいの深層 こころとからだの臨床学』監修、中島登代子・森岡正芳・前林清和編、創元社 2012.12
- 『心理臨床の広がりと深まり』編、遠見書房 2012.2
- 『MSSMへの招待 描画法による臨床実践』細川佳博共編、創元社 2017.4

### 翻訳
- ドラ・M.カルフ著、大原貢共訳『カルフ箱庭療法』誠信書房 1972、大原貢・山下美樹訳、監訳『新版』1999
- フィリップ・バーカー『児童精神医学の基礎』倉光修共監訳、日本文化科学社 1984.4 岸本寛史共監訳、金剛出版 1999.8
- G.ヴェーア『ユング』（ロロロ伝記叢書）藤原三枝子共訳、理想社 1987.12
- ヴェレーナ・カースト『おとぎ話にみる家族の深層』（ユング心理学選書）監訳、創元社 1989.5
- J. レイヤード著、監訳、齋藤眞、仁里文美、三宅裕子訳『ケルトの探求』1994
- エスター・ワトスン『天使と話す子』BL出版 1999.4
- マリオ・ヤコービ、ヴェレーナ・カースト、イングリット・リーデル『悪とメルヘン 私たちを成長させる<悪>とは?』監訳、千野美和子・山愛美・青木真理訳、新曜社 2002.4
- ジョエル・ライス-メニューヒン『箱庭療法 イギリス・ユング派の事例と解釈』監訳、國吉知子・伊藤真理子・奥田亮訳、金剛出版 2003.4
- ジリアン・バトラー、フリーダ・マクマナス『心理学』（1冊でわかる）岩波書店 2003.6
- アドルフ・グッゲンビュール＝クレイグ著、監訳、李敏子・奥田智香子・久保田美法訳『老愚者考―現代の神話についての考察』新曜社 2007
- ゲリー・ランドレス著、監訳『プレイセラピー―関係性の営み』角野善宏、勅使川原学、國松典子訳者代表、日本評論社 2007
- アドルフ・グッゲンビュール＝クレイグ『悪における善 心理学のパラドックス』佐渡忠洋共訳、青土社 2019.11
- アンソニー・ストー編著『エセンシャル・ユング：ユングが語るユング心理学』（創元アーカイブス）監修、菅野信夫・皆藤章・濱野清志・川嵜克哲訳、創元社 2020.5

## 関連人物
- 河合隼雄
- 木村敏
- 中井久夫
- 成田善弘
- ドナルド・ウィニコット
- ACE (音楽ユニット)